# Lajše, Gorenja vas - Poljane
Lajše je vas južno od Cerknega na nadmorski višini okoli 773 m v Občini Gorenja vas - Poljane. Nad vasjo se dviga razgledna vzpetina Veliki vrh (skoraj 900 mnm), na katerem je nekaj televizijskih in radijskih oddajnikov, ki pokrivajo Cerkljansko kotlino in okoliške vasi.

## Znane osebnosti
V Lajšah se je rodil slovenski biolog Ivan Regen.